# Kroktjärnen (Nyhems socken, Jämtland, 697187-149663)
Kroktjärnen är en sjö i Bräcke kommun i Jämtland och ingår i Ljungans huvudavrinningsområde. Sjön har en area på 0,175 kvadratkilometer och ligger 357,4 meter över havet.

## Delavrinningsområde
Kroktjärnen ingår i det delavrinningsområde (697182-149538) som SMHI kallar för Utloppet av Myssjön. Medelhöjden är 361 meter över havet och ytan är 14,59 kvadratkilometer. Det finns inga avrinningsområden uppströms utan avrinningsområdet är högsta punkten. Kroktjärnbäcken som avvattnar avrinningsområdet har biflödesordning 3, vilket innebär att vattnet flödar genom totalt 3 vattendrag innan det når havet efter 166 kilometer. Avrinningsområdet består mestadels av skog (83 procent). Avrinningsområdet har 1,21 kvadratkilometer vattenytor vilket ger det en sjöprocent på 8,3 procent.